# Acanthoscelides napensis
Acanthoscelides napensis là một loài bọ cánh cứng trong họ Bruchidae. Loài này được Johnson miêu tả khoa học năm 1970.